# Гуменюк Петро Дмитрович
Гуменюк Петро (нар. 28 листопада 1957, Львів) — український митець (маляр, іконописець, графік). Художник Львівського академічного театру імені Леся Курбаса, учасник багатьох мистецьких виставок.

## Біографія
Народився у Львові. Після закінчення середньої школи та служби в армії навчався у Львівському інституті декоративно-прикладного мистецтва, який закінчив 1985 року. Під час навчання виїздив у карпатські села, де оглядав давні дерев'яні церкви, старі гуцульські хрести й ікони (зокрема, на склі). Знання переймав від своїх викладачів І. Остафійчука, В. Ігнатенка, В. Лободи, Д. Довбушинського.
Як особистість формувався у львівському мистецькому середовищі. У 1985—1986 роках працював художником-реставратором у Національному музеї у Львові під керівництвом Віри Свєнцицької. У 1988 році став одним із засновників мистецького товариства «Шлях» у Львові. У 1998—2000 роках створив іконостас українського греко-католицького храму св. Богородиці Триручниці у Таллінні (зокрема, мало поширений в іконографії образ Богородиці Триручниці).
Від 1990-х років і дотепер працює художником у Львівському академічному театрі імені Леся Курбаса. Восени 2007 року був учасником II Міжнародного симпозіуму зі скульптури з каменя та малярства «Український степ» у Донецьку.
Активний учасник експедиції «Дністер» Товариства Лева.
У 2025 році вийшов друком альбом-каталог «Іконопис. Живопис. Графіка», де представлені роботи художника більш ніж за 40 років творчості.

## Участь у виставках
- 1986 — Національна виставка екслібрису (Київ)
- 1987 — «Осінні зустрічі» (Львівська картинна галерея)
- 1988 — виставка митців товариства «Шлях» (Національний музей у Львові)
- 1988 — виставка українських митців (Торонто, Оттава, Монреаль; Канада)
- 1990 — виставка митців товариства «Шлях» (Національний музей у Львові)
- 1992 — Львівська картинна галерея, малярство
- 1992 — Літературний музей (Харків), графіка
- 1993 — Галерея «Нора» (Краків, Польща), Галерея «NN» (Люблін, Польща)
- 1994 — виставка еротичного мистецтва (Львівська картинна галерея)
- 1998 — Галерея при Фонді св. Володимира (Краків, Польща)
- 1999 — Галерея «Тест» (Варшава, Польща)
- 2004 — Галерея «Совіарт» (Київ)

### Персональні виставки
Починаючи від 1994 року, щорічна персональна виставка в мистецькому центрі «Дзиґа» (Львів) (малярство)

## Мистецькі пріоритети
Орієнтується на роботи англійського художника Френсіса Бекона, а також на Олексія Грищенка та львівського митця Андрія Сагайдаковського.

## Творче кредо
| Творити, керуючись відчуттями. |

## Пам'ятні поштівки до Різдва Христового

- Файл:Humeniuk.jpg
- Файл:Petro92.jpg
- Файл:PetroRizdvo88.jpg
- Файл:PetroRizdvo90.jpg
- Файл:PetroRzdvo91-1.jpg
- Файл:PetroRzdvo91-2.jpg